# Эвазий (епископ Асти)
Эвазий (Эвазий V; лат. Evasius; VII—VIII века) — епископ Асти на рубеже VII и VIII веков; святой.

## Биография
Эвазий был главой Астийской епархии на рубеже VII и VIII веков. Предшествовавшим ему местным епископом был упоминающийся в 680 году Бененат. В наиболее раннем каталоге глав Астийской епархии, составленном в 1605 году по приказу епископа Дж. С. Айяццы, сообщается, что Эвазий занимал епископскую кафедру в городе Асти в 685—713 годах. Однако, скорее всего, деятельность Эвазия должна датироваться 730-ми годами. В этом случае смерть епископа датируется приблизительно 740 годом. Свидетельство о том, что Эвазий был ещё жив в 783 году, не соответствует действительности.
В написанном между 839 и 983 годами «Мученичестве Эвазия» сообщается, что родиной епископа Асти был город Беневенто. Здесь же Эвазий получил духовный сан. Став известным своими проповедями как при дворе лангобардских королей, так и в римской курии, Эвазий был назначен папой по просьбе Лиутпранда главой Астийской епархии. По разным данным, Эвазий занимал епископскую кафедру 28 или 38 лет. Согласно житию, незадолго до смерти король Лиутпранд подарил Астийской епархии город Седула (вероятно, современный Казале-Монферрато). Однако этому воспротивились жившие здесь ариане. По приказу правившего до того Седулой герцога Аттубальда Эвазий был схвачен, приговорён к смерти, а затем казнён. Уже вскоре после гибели убитый епископ стал почитаться местными приверженцами ортодоксии как святой, а в X веке упоминается о существовании культа святого Эвазия в самом Асти. Насколько свидетельства «Мученичества Эвазия» соответствуют реально происходившим событиям — точно неизвестно. Возможно, достоверными являются только факты о самом существовании во времена короля Лиутпранда епископа Асти с именем Эвазий и его гибели от рук врагов (но не обязательно иноверцев). Предполагается, что впоследствии известие о мученической смерти астийского епископа Эвазия стали относить к другому местному святому, носившему такое же имя. Вероятно, на этом основании в некоторых агиографических сочинения этот живший в IV веке святой назывался главой Астийской епархии, хотя им он никогда не был.
Эвазий — последний известный астийский епископ лангобардского периода. Мнение о существовании жившего в период франкского завоевания епископа Эвазина считается ошибочным. Следующим после Эвазия достоверно известным главой Астийской епархии был упоминавшийся в 870-х годах Эгидольф.